# Костис, Илиас
Илиас Костис (греч. Ηλίας Κωστής; 27 февраля 2003, Салоники, Греция) — греческий и кипрский футболист, защитник клуба «Атлетико Мадрид B».

## Клубная карьера
В 2019 году Илиас присоединился к академии испанского клуба «Атлетико Мадрид».
4 октября 2023 года Костис дебютировал за основную команду «Атлетико Мадрид», выйдя на замену, в матче группового этапа Лиги чемпионов УЕФА против «Фейеноорда».